# Adolph von Gemmingen
Adolph von Gemmingen (* 14. Mai 1822 in Mannheim; † 4. August 1902 in Stresa am Lago Maggiore) war großherzoglich-hessischer Kammerherr und Grundherr in Fränkisch-Crumbach und Treschklingen.

## Leben
Er war der dritte Sohn des  Rittmeisters Sigmund Johann Nepomuk von Gemmingen (1777–1843) und der Charlotte von Gemmingen-Hornberg (1785–1842). Der Vater war in Adolphs Jugendzeit Vormund der badischen Prinzessinnen, die ungefähr gleichaltrig zu Adolph waren. Er besuchte Schulen und Internate in Mannheim und Lausanne und studierte von 1840 bis 1843 an der Landwirtschaftlichen Hochschule in Hohenheim. 
Der Besitz seines Vaters wurde zwischen ihm und seinen beiden Brüdern Gustav (1813–1894) und Sigmund Reinhard (1819–1883) aufgeteilt. Gustav erhielt Bürg, Sigmund Reinhard erhielt Treschklingen und Adolph erhielt Fränkisch-Crumbach. Sigmund Reinhard blieb ohne männliche Nachkommen, so dass Adolph nach Sigmund Reinhards Tod 1883 auch der Besitz in Treschklingen zufiel.
1855 wurde Adolph zum großherzoglich-hessischen Kammerherrn ernannt. 1862 wurde seine Gattin Sarolta von Kaiserin Karolina Augusta von Österreich mit dem k.k. Sternkreuzorden ausgezeichnet. 1876 erhielt Adolph von Gemmingen das Ritterkreuz I. Klasse des Großherzoglichen Hessischen Ludwigsordens.

## Familie

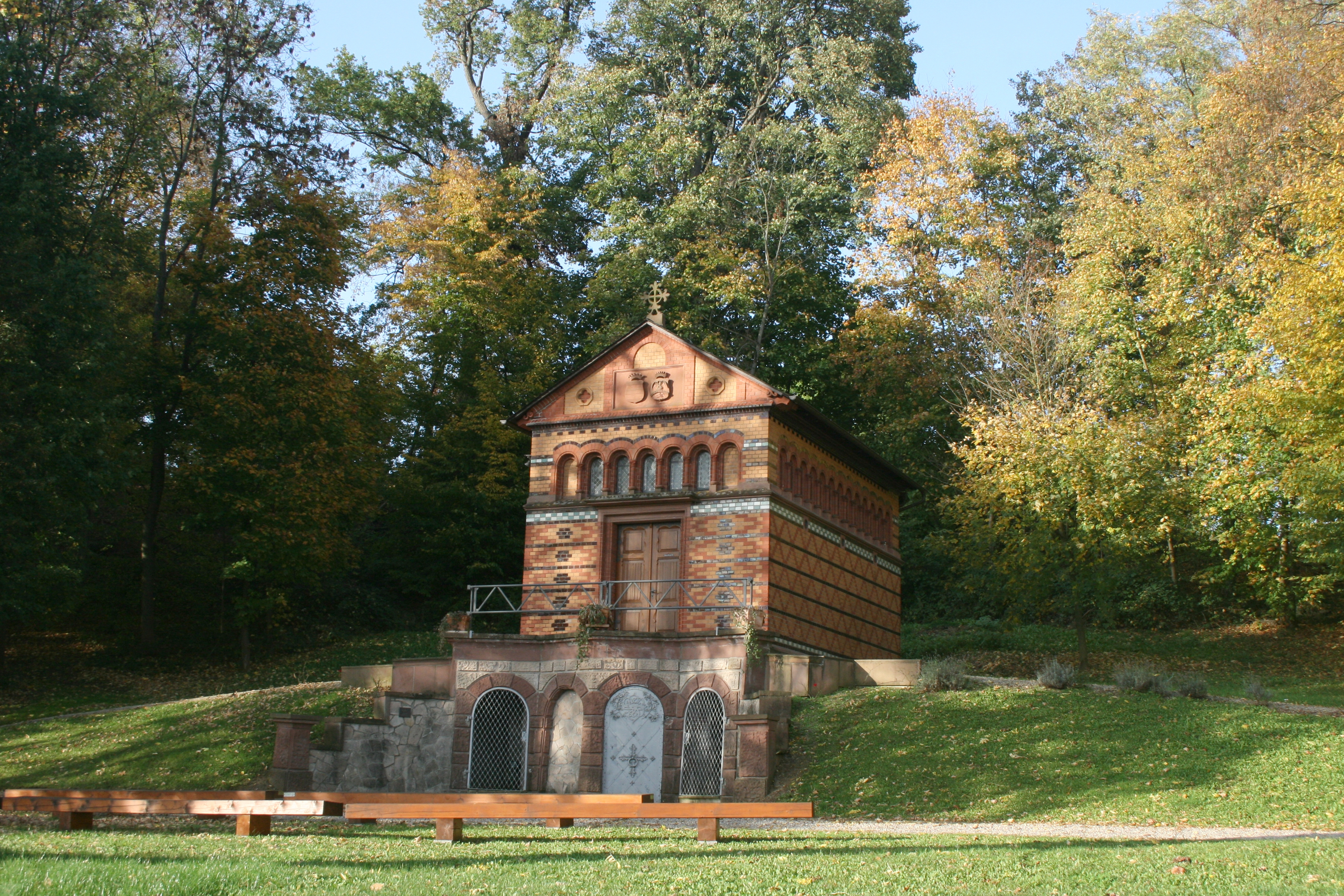
Die Sarolta-Kapelle in Fränkisch-Crumbach ist das 1892 für Adolph von Gemmingens Frau Sarolta erbaute Mausoleum

Adolph von Gemmingen heiratete 1845 auf Schloss St. Gróth bei Steinamanger Gräfin Sarolta Batthyány von Németh-Ujvár (1822–1892), mit der er in Fränkisch-Crumbach lebte, wo die Eheleute in der als Mausoleum für Sarolta errichteten Sarolta-Kapelle beigesetzt wurden. Nach Sarolta wurden auch die Sarolta-Schule im ehemaligen Gemmingenschen Rentamt und die Saroltastraße in Fränkisch-Crumbach benannt.
Seine Nachkommen bilden den „2. Ast“ (Fränkisch Crumbach) der Linie Treschklingen der Freiherren von Gemmingen-Hornberg. Adolphs Söhne Karl und Otto hinterließen keine Nachkommen. Sohn Gustav hatte zwei Kinder, starb aber vor dem Vater, so dass Adolphs Besitz an den Enkel Adolph Anton von Gemmingen (1886–1963) kam.
Nachkommen:
- Ernestine Sarolta Helena (1841–1926)
- Karl (1846–1923) ⚭ Gabriele von Gemmingen-Hornberg, Michelfelder Ast (1865–1940), schlug eine Offizierslaufbahn ein, keine Nachkommen
- Gustav Weiprecht (1849–1897) ⚭ Viktoria von Wiser (1854–1914), Verwaltungsbeamter, zuletzt Kreisrat in Erbach
- Ernst Ludwig (*/† 1850)
- Otto Franz Sigmund Karl (1852–1892), blieb ledig, starb in Kamerun an Tropenfieber
- Sigmund Franz Karl (1853–1914), war kurz Justizrefendar, widmete sich ab 1878 dann aber philosophischen Studien und Reisen[1], begraben in Stuttgart
- Franziska Ottilia (* 1860)